# Zielony Potok Kieżmarski

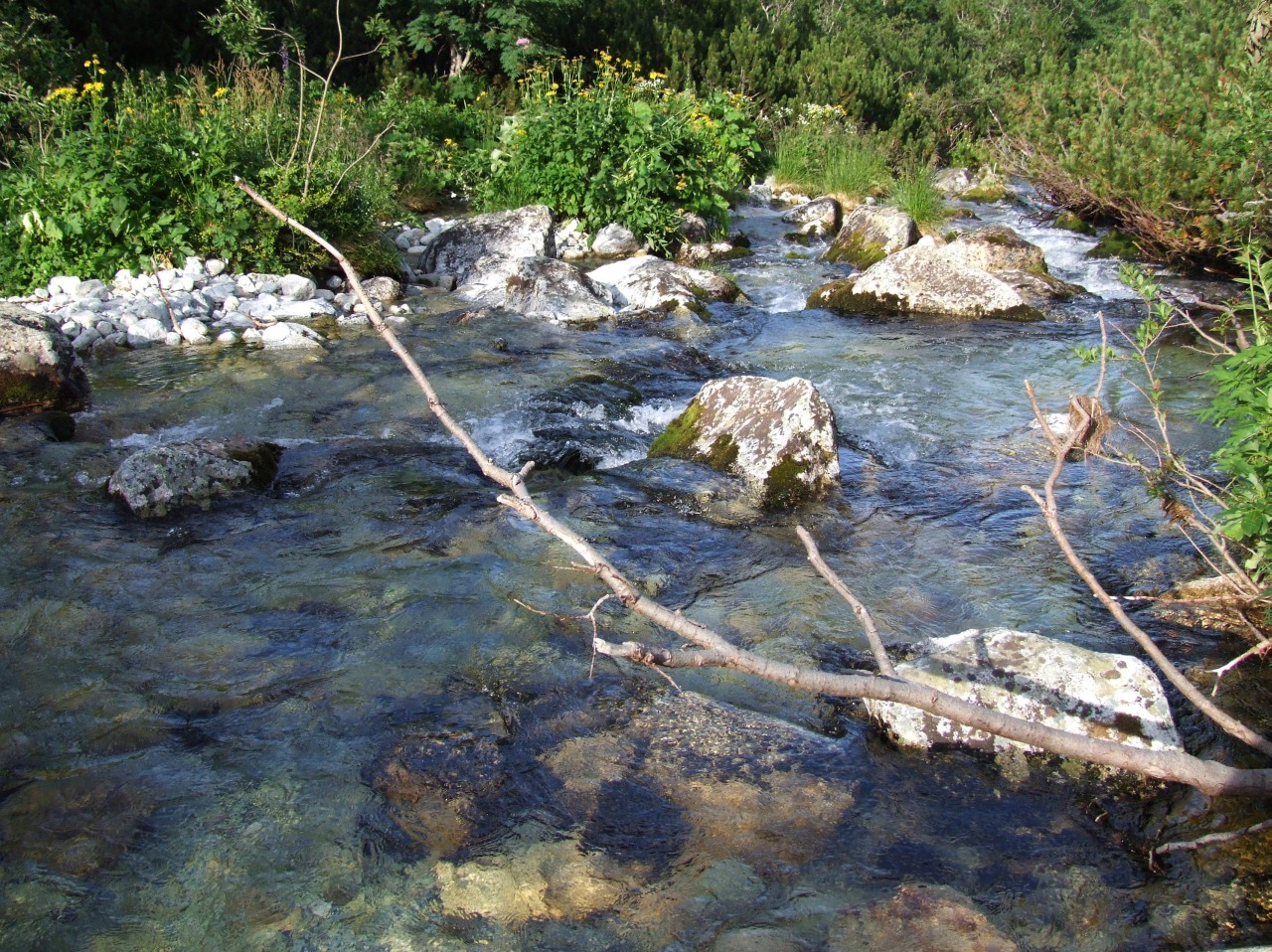
Zielony Potok Kieżmarski i kępy omiegu górskiego

Zielony Potok Kieżmarski, w części literatury tatrzańskiej Zielony Potok Kiezmarski (słow. Zelený potok, niem. Grünseebach, węg. Zöld-tavi-patak) – potok płynący Doliną Zieloną Kieżmarską i Doliną Kieżmarską w słowackich Tatrach Wysokich. Wypływa z Zielonego Stawu Kieżmarskiego (1545 m n.p.m.), płynie na północny wschód w kierunku środkowych partii Doliny Kieżmarskiej. Jego głównym, lewobrzeżnym dopływem jest Biały Potok Kieżmarski, płynący z Doliny Białych Stawów (dokładnie z Wielkiego Białego Stawu). Na wysokości ok. 1320 m n.p.m. łączy się z Potokiem spod Kopy i razem tworzą Białą Wodę Kieżmarską, główny ciek wodny Doliny Kieżmarskiej.
Jego koryto porastają bujne ziołorośla z omiegiem górskim i miłosną górską.

## Szlaki turystyczne
– żółty szlak od przystanku Biała Woda przy Drodze Wolności między Kieżmarskimi Żłobami i Matlarami i prowadzący przez Zbójnicką i Rzeżuchową Polanę wzdłuż Białej Wody Kieżmarskiej, potem wzdłuż Zielonego Potoku Kieżmarskiego nad Zielony Staw Kieżmarski, a stamtąd Doliną Jagnięcą na Jagnięcy Szczyt.
- Czas przejścia od Drogi Wolności do schroniska nad Zielonym Stawem: 3:15 h, ↓ 2:55 h
- Czas przejścia ze schroniska na Jagnięcy Szczyt: 2:15 h, ↓ 1:35 h

  – końcowy odcinek znakowanej czerwono Magistrali Tatrzańskiej, prowadzący znad Łomnickiego Stawu przez Rakuski Przechód i obok schroniska nad Zielonym Stawem nad Wielki Biały Staw.
- Czas przejścia znad Łomnickiego Stawu do schroniska: 2:05 h, z powrotem 2:55 h
- Czas przejścia ze schroniska nad Wielki Biały Staw: 35 min w obie strony